# Округ Коулс (Илиноис)
Коулс (енгл. Coles County) је округ у америчкој савезној држави Илиноис.

## Демографија
По попису из 2010. године број становника је 53.873, што је 677 (1,3%) становника више него 2000. године.
| Група             | 2000.          | 2010.          |
| Белци             | 50.298 (94,6%) | 49.330 (91,6%) |
| Афроамериканци    | 1.215 (2,3%)   | 2.067 (3,8%)   |
| Азијати           | 419 (0,8%)     | 531 (1,0%)     |
| Хиспаноамериканци | 737 (1,4%)     | 1.155 (2,1%)   |
| Укупно            | 53.196         | 53.873         |